# Merise
Merise (äldre svenska och tyska Merrise) är en by på ön Ösel i Estland. Den ligger i Ösels kommun (före 2017 Mustjala kommun) i landskapet Saaremaa (Ösel). Byn saknade fast befolkning 2011.
Merise ligger på Ösels nordvästkust mot Östersjön, 32 km nordväst om residensstaden Kuressaare. Byn är belägen vid en udde som heter Merise neem eller Säärepe säär. Öster om udden ligger den lilla viken Lõuka laht och västerut ligger den större viken Tagalaht. Till byn hör även sjön Kooru järv. På udden står en båk, Merise tulepaak. 
Årsmedeltemperaturen i trakten är 5 °C. Den varmaste månaden är augusti, då medeltemperaturen är 18 °C, och den kallaste är januari, med −4 °C.